# レディングの戦い (871年)
レディングの戦いまたはリーディングの戦い(英語: Battle of Reading) は、871年1月4日に、イングランド・バークシャーのレディングで、バイセジュとハーフダン・ラグナルソン率いるデーン人がエゼルレッド・アルフレッド率いるウェセックス王国軍を破った戦い。この戦いと経緯はアングロサクソン年代記に記されており、この戦いはレディング市が最初に歴史上に登場した事件でもある。
ウェセックス王国に侵攻したデーン人は、レディングに駐屯した。ここはテムズ川とケネット川に挟まれ、西側は城壁に守られていた。レディング到着から3日後、デーン軍の一部が別行動をとり、エングフィールドの戦いでバークシャーのエアルドルマン・エゼルウルフ率いるウェセックス軍に大敗を喫した。多くのデーン人が殺され、生き残った者はレディングに追い返された。
4日後、エゼルウルフの軍にエゼルレッド王率いるウェセックスの本軍が合流し、レディングに向けて進軍した。ウェセックス軍は城壁に強襲を仕掛け、凄惨な戦闘が行われたが、デーン人はこれを撃退することに成功し、エゼルウルフは戦死した。ウェセックス軍は撤退を強いられ、逆にデーン人は体勢を立て直してウェセックス侵攻を再開した。
レディングの戦いの後、エゼルレッド王とアルフレッドの兄弟は軍を改革し、4日後のアッシュダウンの戦いで勝利した。デーン人は一旦レディングへの撤退を余儀なくされたが、1月22日のベイズの戦い、3月22日のマートンの戦いでは勝利を重ねた。871年の後半までレディングに居座ったデーン人は冬越しのためにロンドンへ撤退し、以後エゼルレッドの跡を継いだアルフレッドと長きにわたり抗争を続けることになる。